# Морс Блаф (Небраска)
Морс Блаф (енгл. Morse Bluff) град је у америчкој савезној држави Небраска.

## Демографија
По попису из 2010. године број становника је 135, што је 1 (0,7%) становника више него 2000. године.
| Група             | 2000.       | 2010.       |
| Белци             | 132 (98,5%) | 131 (97,0%) |
| Афроамериканци    | 0 (0,0%)    | 0 (0,0%)    |
| Азијати           | 0 (0,0%)    | 1 (0,7%)    |
| Хиспаноамериканци | 2 (1,5%)    | 3 (2,2%)    |
| Укупно            | 134         | 135         |